# ردکپ
ردکپ یا REDCap یا ضبط الکترونیک داده‌های تحقیق یک برنامه امن و مبتنی بر وب برای ساخت و مدیریت مطالعات آنلاین و بانک‌های اطلاعاتی است. محیط طراحی آسان آن به کاربر این امکان را می‌دهد که بانک‌های اطلاعاتی مبتنی بر وب و فرم‌های ضبط داده با ویژگی‌های خاص مانند زمان‌بندی و گزارش دهی را بسازد.

## تاریخچه
REDCap توسط یک تیم انفورماتیک در دانشگاه واندربیلت با پشتیبانی مداوم NCRR و NIH و کمک‌های مالی در سال ۲۰۰۴توسعه یافت.